# 미드가르드

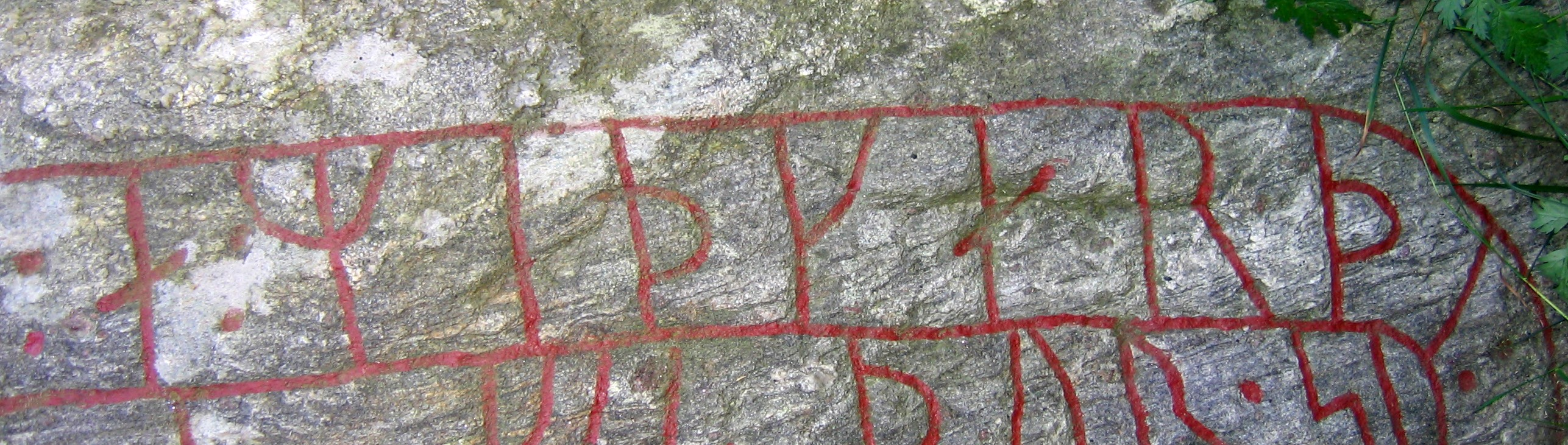
"아 미스카르디" 라고 새겨진 룬 문자. "미드가르드에서"라는 뜻이다. 스웨덴 쇠데르만란드 소재.

미드가르드(고대 노르드어: Miðgarðr, 고대 영어: Middangeard, 고트어: Midjun-gards→중간계)란 고중세 게르만인들이 자신들이 거주하고 있으며 또 자신들에게 알려진 인간의 세계를 일컬은 말이다.

## 어원
고대 노르드어 문헌들에서는 Miðgarðr라 하고, 고대 색슨어 문헌인 《헬리안드》에서는 Middilgard라고 한다. 고대 고지독일어 서사시 《무스필리》에서는 Mittilagart라 하며, 고트어로 쓰인 누가복음에서는 그리스어 오이코메네(οἰκουμένη)의 번역어로 Midjungards가 사용된다. 앵글로색슨어(고대 영어) 서사시에서는 Middangeard라 하고, 이후 중세 영어에서는 Middellærd 또는 Mittelerde로 변형되어 현재의 Middle-earth에 이른다.
위의 모든 표현들은 게르만 조어 *midja-gardaz에서 파생된 것이며, 이것은 "가운데"를 의미하는 *midja-와 "마당, 둘러싸인 땅"을 의미하는 *gardaz의 합성어이다. 초기 게르만 우주론에서는 이 말이 world(고대 영어: weorold, 고대 작센어: werold, 고대 고지 독일어: weralt, 고대 프리슬란트어: warld, 고대 노르드어: verǫld)와 함께 쓰였다. world에 해당하는 게르만어 단어들은 "인간의 시대"를 의미하는 게르만조어 *wira-alđiz에서 파생된 말들이다.

## 노르드
노르드에서 미드가르드는 신화에 등장하는 세계로, 노르드 우주론의 여러 세계들 중 하나이다. 인간의 눈으로 볼 수 있는 유일한 세계이며, 다른 세계들은 이 세계와 상호작용할 수는 있지만 대개 볼 수 없다. 그림으로 묘사될 때는 대개 세계수 위그드라실의 가운데 어디쯤에 그려진다.
미드가르드는 북쪽의 얼음의 세계 니플헤임과 남쪽의 극열의 세계 무스펠스헤임의 사이에 있다. 미드가르드는 물의 세계인 "대양"으로 둘러싸여 있으며, 대양은 건널 수 없다. 대양 속에는 거대한 뱀 요르문간드가 있으며, 이 뱀은 세계를 한바퀴 다 두르고 자기 꼬리를 물고 있을 정도로 크다. 요르문간드는 중간계를 둘러싼 뱀이란 뜻에서 "미드가르드오름"(=미드가르드 뱀)이라고 부르기도 한다. 미드가르드는 신들의 세계 아스가르드와 무지개다리 비프로스트로 연결되어 있으며 이 다리는 헤임달이 지키고 있다.
에시르 신들은 태초의 거인 이미르(=아우겔미르)를 죽이고 그의 시체를 이용해 세계를 만들었다. 이미르의 살은 땅이 되었고, 혈액은 대양이 되었고, 뼈는 산맥이 되었고, 이빨은 절벽이 되었고, 머리카락은 나무가 되었고, 뇌는 구름이 되었다. 이미르의 두개골은 네 명의 드베르그 노르드리, 수드리, 아우스트리, 베스트리가 동서남북 각 방향에서 받치게 되었는데, 이 두개골이 하늘이 되었다. 신들은 요툰헤임에 사는 요툰들을 막기 위해 이미르의 눈썹으로 방벽을 만들었는데 이 벽의 안이 미드가르드이다. 요툰헤임은 인간의 세계인 "만헤임"(Manheimr)의 동쪽에 있다.

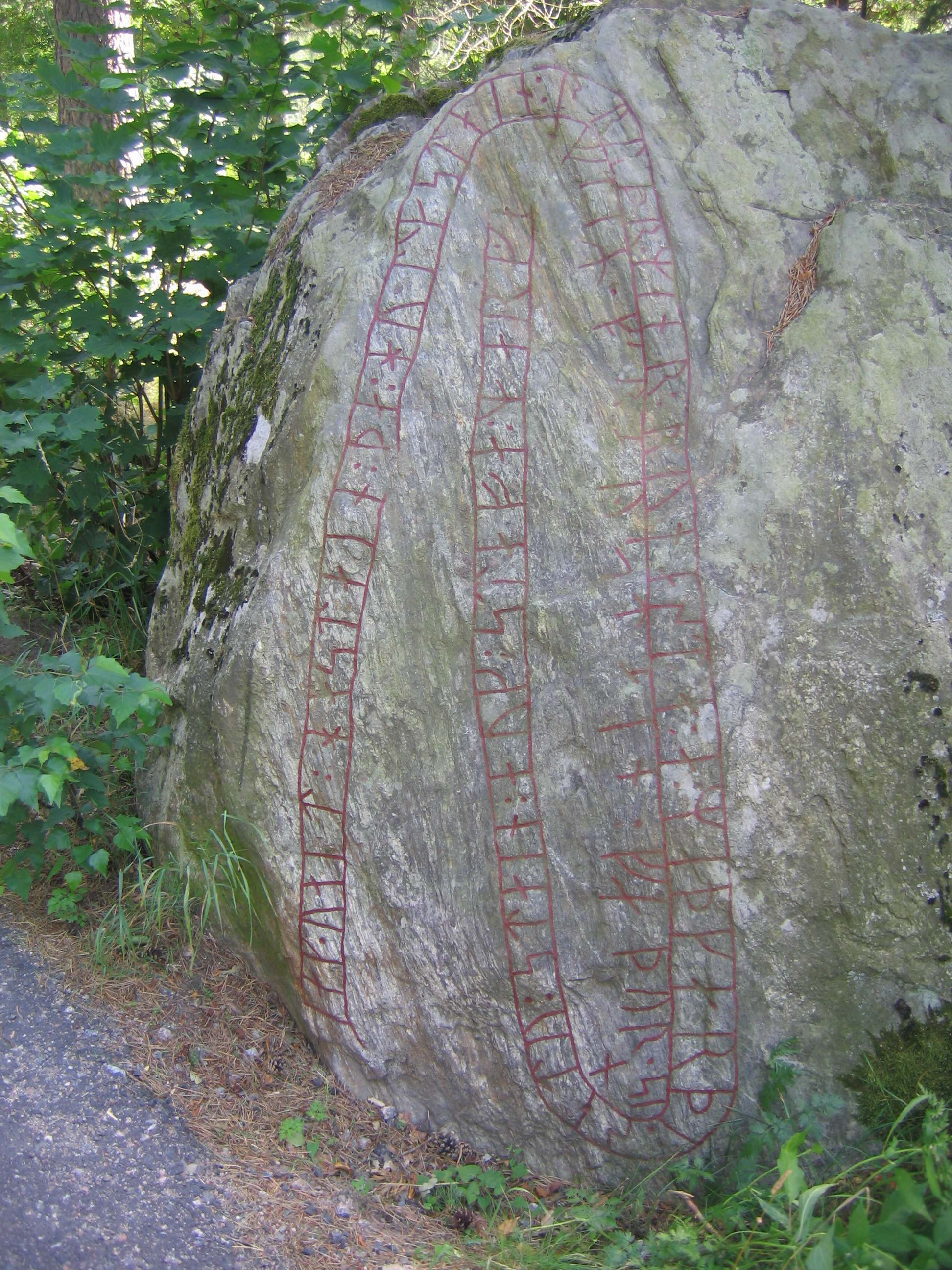
Fyrby Runestone.

에다에 따르면 미드가르드는 말세의 대전쟁인 라그나로크 때 파괴될 것이다. 요르문간드가 대양에서 솟아올라 그 해일이 땅을 덮치고, 요르문간드의 땅과 바다를 독액으로 물들일 것이다. 최후의 전쟁은 비그리드에서 벌어질 것이라고 하는데, 그 전에 미드가르드와 미드가르드의 생명들은 이미 거의 다 파괴될 것이다. 전쟁의 결과 땅은 바다 속으로 가라앉았다가 다시 떠올라 풍요로운 신세계가 시작될 것이다.
현재 남아있는 문헌에선 대부분 미드가르드라는 말이 신화와 관련되어 사용되지만, 일상적인 용법으로 사용된 흔적도 보인다. 예컨대 바이킹 시대의 룬스톤인 Fyrby Runestone에는 다음과 같은 시가 새겨져 있다.
| Iak væit Hastæin þa Holmstæin brøðr, mænnr rynasta a Miðgarði, sattu stæin ok stafa marga æftiR Frøystæin, faður sinn. | 나는 하스테인과 홀름스테인 형제를 알고 있다네 그들은 룬에 대해서라면 중간계(미드가르드)에서 제일 가지 자기네 아버지 프레위스테인을 생각하며 돌을 가지고 와서 많은 글자를 새긴다네 |  |

스웨덴어의 Midgård, 덴마크어의 Midgaard, 노르웨이어의 Midgard 또는 Midgård, 아이슬란드어의 Miðgarður는 모두 노르드어 Miðgarðr)에서 파생된 말이다.

## 앵글로색슨
앵글로색슨어(고대 영어) 서사시 《베오울프》에 보면 "미단기어드"(middangeard)라는 단어가 자주 나타나며, 이것은 노르드의 미드가르드에 해당하는 말이다. 이것은 인간에게 알려진 세계를 가리키는 그리스어 에쿠메네와 동의어이다.
미드가르드 개념은 중세 영어에서도 자주 등장한다. 예컨대 12세기 기독교 설교집 《오르물룸》에 다음과 같은 구절이 있다.
þatt ure Drihhtin wollde / ben borenn i þiss middellærd
우리 주께서는 이 가운데 땅에 태어나기를 바라셨다
"가운데땅"(Middle-earth)이라는 용어는 J. R. R. 톨킨이 《반지의 제왕》을 비롯한 판타지 소설에서 사용해 유명해졌다.

## 독일
9세기에 쓰여진 고대 고지독일어 문헌 '《무스필리》에서 바다와 하늘과 대비되는 "세계"라는 뜻으로 "미틸라가르트"(Mittilagart)라는 표현이 사용된다.
muor varsuuilhit sih, suilizot lougiu der himil,
mano uallit, prinnit mittilagart
바다가 집어삼켜지고, 불길이 하늘에 닿으며
달이 땅에 떨어지고, 미틸라가르트는 불타리라